# 哈茨托尔
哈茨托尔（德語：Harztor，發音：[ˈhaːɐ̯tsˌtoːɐ̯]，意为“哈茨山之门”）是德国图林根州诺德豪森县的市镇，面积109.37平方千米，2023年12月31日人口为7,477人。该市镇于2012年1月1日年由市镇伊尔费尔德和下萨克斯韦芬合并而成。2018年7月6日，市镇哈尔聪根、赫尔曼斯阿克和哈茨山区诺伊施塔特并入哈茨托尔。